# Lindavista Xinich
Lindavista Xinich är en ort i Mexiko.   Den ligger i kommunen Palenque och delstaten Chiapas, i den sydöstra delen av landet, 800 km öster om huvudstaden Mexico City. Lindavista Xinich ligger 364 meter över havet och antalet invånare är 190.
Terrängen runt Lindavista Xinich är kuperad åt sydost, men åt nordväst är den platt. Runt Lindavista Xinich är det glesbefolkat, med 16 invånare per kvadratkilometer. Närmaste större samhälle är La Arena, 3,3 km sydost om Lindavista Xinich. I omgivningarna runt Lindavista Xinich växer i huvudsak städsegrön lövskog.